# 아이 엠 에러
아이 엠 에러("I am Error")는 1987년 비디오 게임 젤다의 전설 2 링크의 모험의 인용문이다. 이 인용문은 루토(Ruto) 마을에 사는 오류(Error)라는 이름의 주민이 말한 것이다. 게임의 원래 일본어 버전에서 대사는 오레노나와에라다...(オレノナハ エラー ダ...)이며, 이는 "내 이름은 에러이다..."로 번역된다.
이 게임에는 소프트웨어 버그를 의미하는 바그(バグ)라는 비슷한 모양의 캐릭터도 포함되어 있기 때문에 이 예상치 못한 캐릭터 이름은 프로그래머의 농담으로 널리 알려져 있다. 컴퓨팅에서 버그는 오류로 이어질 수 있는 프로그래밍 코드의 결함이다. 따라서 오류와 버그는 우스꽝스럽고 우주 내 평행선을 형성하는 것으로 가정된다. 영어판에서는 에라(Erā)라는 이름이 번역되었지만 '바그'라는 이름은 번역되지 않았다. 따라서 많은 게이머들은 농담을 놓치고 "아이 엠 에러" 문구가 잘못된 번역, 철자 오류 또는 실제 오류 메시지라고 잘못 믿었다.
이 문구는 이후 NES 민속의 일부가 되었고 2000년경 초기 인터넷 밈이 되었다. 이 문구는 슈퍼 페이퍼 마리오, 바인딩 오브 아이작, Guacamelee!, 그리고 포니 아일랜드 등 여러 게임에서 참조되었다.